# コーンコナー・セーン・シャルマー
コーンコナー・セーン・シャルマー（Konkona Sen Sharma、1979年12月3日 - ）は、インドのヒンディー語映画・ベンガル語映画で活動する女優・映画製作者。女優・映画監督として活動するアパルナー・セーンの娘であり、インディペンデント映画を中心に活動しており、これまでに国家映画賞、フィルムフェア賞を受賞している。
1983年に『Indira』で子役出演した後、2001年に『Ek Je Aachhe Kanya』で女優デビューする。2002年に母が製作した『ミスター&ミセス・アイヤル』で国家映画賞 主演女優賞を受賞し、人気女優の地位を確立する。2005年に『Page 3』でヒンディー語映画デビューし、その後は『Omkara』『Life in a... Metro』に出演してフィルムフェア賞 助演女優賞、国家映画賞 助演女優賞を受賞した。また、2017年には『A Death in the Gunj』で監督デビューし、フィルムフェア賞 新人監督賞を受賞している。

## 生い立ち
1979年12月3日に生まれる。父ムクル・シャルマーはサイエンスライター、母アパルナー・セーンはベンガル語映画の女優・映画監督として活動していた。また、姉にはカマリニー・ムカルジーがいる。母方の祖父チタナンダ・ダースグプタは映画評論家・学者・作家として活動し、カルカッタ映画協会の創設メンバーでもある。また、祖母スプリヤー・ダースグプタはジバナナンダ・ダースの従姉妹にあたる。
2001年にセント・スティーブン・カレッジで英語学士号を取得している。

## キャリア

### 2000年 - 2004年
1983年にベンガル語映画『Indira』で子役として出演した後、2001年に『Ek Je Aachhe Kanya』で女優デビューする。2002年にはリトゥポルノ・ゴーシュの『Titli』で母アパルナー・セーン、ミトゥン・チャクラボルティーと共演した。両作で批評家から高い評価を受けたコーンコナーはベンガル語映画界で注目を集めた。同年7月に母アパルナー・セーンが監督を務めた『ミスター&ミセス・アイヤル』に出演し、インド映画界での人気女優の地位を確立した。同作は興行的には平凡な成績だったが、国内外の批評家から絶賛され、タミル人の主婦役を演じたコーンコナーは国家映画賞 主演女優賞を受賞した。また、2010年には『フィルムフェア』の「アイコニック・パフォーマンス・トップ80」に選出されている。

### 2005年 - 2010年
2005年にマドゥール・バンダルカルの『Page 3』に出演し、ジャーナリストのマーダヴィ・シャルマ役を演じた。同作は批評家から高い評価を受け、興行的にも成功を収めている。コーンコナーもジー・シネ・アワード 新人女優賞を受賞し、ヒンディー語映画界でも注目を集めるようになった。同年10月に出演した『15 Park Avenue』ではワヒーダー・ラフマーン、シャバーナー・アーズミーと共演し、精神を病んだ女性を演じた。同作は批評家からの評価は高かったものの、興行的には失敗している。その後、ミーラー・ナーイルの『その名にちなんで』の出演オファーを受けるが、他作品の撮影スケジュールと日程が重複していたため辞退している。ヴィシャール・バルドワージの『Omkara』ではアジャイ・デーヴガン、カリーナ・カプール、サイーフ・アリー・カーン、ヴィヴェーク・オベロイ、ビパシャ・バスーと共演し、批評家からは演技を絶賛され国家映画賞 助演女優賞とフィルムフェア賞 助演女優賞を受賞した。一方、暗いテーマと暴力的な表現がファミリー層から忌避されたため、興行的には平凡な成績に終わっている。続いて出演した『Deadline: Sirf 24 Ghante』は批評家から酷評され、興行的にも失敗している。また、同年には18分間のベンガル語短編映画『Naamkoron』で監督デビューし、同作はカーラ・ゴーダ芸術祭で上映された。『Dosar』ではプロセンジット・チャタルジーと共演しており、同作は複数の映画祭で上映され、興行的にはスリーパー・ヒットとなった。また、コーンコナーは同作の演技でニューヨーク・インド映画祭の女優賞を受賞している。
2007年にマドゥール・バンダルカルの『Traffic Signal』で娼婦役を演じ、批評家からは好意的に評価されたものの、興行的には失敗している。アヌラーグ・バスの『Life in a... Metro』ではシルパー・シェッティ、ケイ・ケイ・メーノーン、イルファーン・カーン、カンガナー・ラーナーウトと共演し、婚外恋愛やコミットメント恐怖症を題材とした同作は批評家から絶賛され、コーンコナーの演技も高い評価を得てフィルムフェア賞助演女優賞を受賞しており、興行収入も2億5000万ルピーを記録するヒット作となった。下半期はヤシュ・ラージ・フィルムズの『Laaga Chunari Mein Daag』『Aaja Nachle』に出演した。『Laaga Chunari Mein Daag』ではジャヤー・バッチャン、ラーニー・ムカルジー、アヌパム・カー、クナール・カプール、アビシェーク・バッチャンと共演し、批評家からの評価は混合的だったものの、コーンコナーの演技は高い評価を受けてフィルムフェア賞助演女優賞にノミネートされた。『Aaja Nachle』ではマドゥリ・ディークシットと共演し、彼女の演技についてCNN-IBNのラジーヴ・マサンドは「素晴らしいの一言に尽きる。彼女の最大の強みは、馬鹿にされることを恐れず、笑われることを気にしないことだ。それにより、『Aaja Nachle』における彼女の演技は大胆不敵で解放的なものになった」と批評している。興行成績について、『Laaga Chunari Mein Daag』は平均を下回る結果となり、『Aaja Nachle』は興行的に失敗している。2008年には『Dil Kabaddi』に出演したが批評的・興行的に失敗しており、10月にはミーラー・ナーイルの短編映画『8』に出演し、同作は複数の映画祭で上映された。
2009年はクナール・ロイ・カプールの『The President Is Coming』に出演し、ジョージ・W・ブッシュと会見するために競い合う「新生インド」と称される若者の一人を演じた。同作は批評家から好意的な評価を得ており、コーンコナーの演技も高く評価されている。ゾーヤー・アクタルの監督デビュー作『チャンスをつかめ!』ではファルハーン・アクタルと共演し、ヒンディー語映画での成功を目指す女優を演じた。同作は批評家から絶賛されコーンコナーの演技も高く評価されたものの、興行的には伸び悩んだ。同年10月にはアヤーン・ムカルジーの監督デビュー作『Wake Up Sid』でランビール・カプールと共演し、こちらも批評家から絶賛された。また、彼女の演技も高く評価されており、ボリウッド・ハンガマのタラン・アダルシュは「セーン・シャルマーはどこまでも自然体で、何よりも素晴らしい点は彼女が難なく役を演じていることだ。この素晴らしい女優による、もう一つのウィニング・パフォーマンスがここにあるのだ!」、『ニューヨーク・タイムズ』は「セーン・シャルマーはアーイシャーのような都会的で自立した女性、特に恋愛だけではなくキャリアを追い求めるような女性を演じることを得意としてきた。彼女が演じるアーイシャーは野心的で思いやりがあり、信頼されるキャラクターであり、本作で監督デビューを飾ったムカルジーが彼女に映画を任せっきりにした判断は正しかった」とそれぞれ批評している。同作は4億7100万ルピーの興行収入を記録し、商業的にも成功を収めている。2010年は『Atithi Tum Kab Jaoge?』でアジャイ・デーヴガン、パレーシュ・ラーワルと共演し、『Right Yaaa Wrong』では弁護士を演じた。『Atithi Tum Kab Jaoge?』は批評的・興行的に成功を収めたが、『Right Yaaa Wrong』は批評家から酷評され、興行的にも失敗している。また、同年12月に出演した『Mirch』も批評的・興行的に失敗している。

### 2011年 - 現在

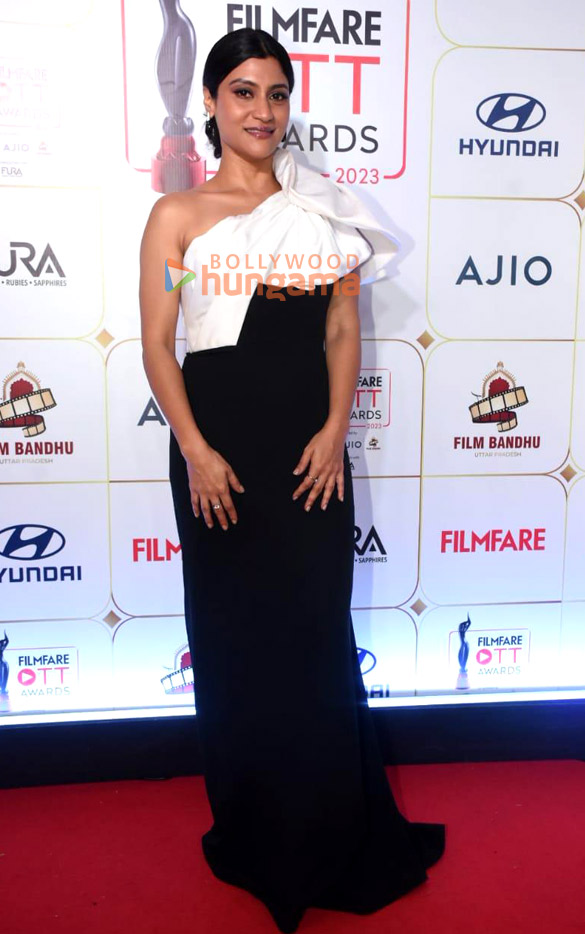
フィルムフェアOTT賞授賞式に出席するコーンコナー・セーン・シャルマー（2023年）

2011年に『7 Khoon Maaf』でプリヤンカー・チョープラー、ヴィヴァーン・シャーと共演し、母アパルナー・セーンの半生を題材とした『Iti Mrinalini』では主演を務めた。その後は『Jackpot』でランヴィール・ショウリーと共演し、このほかに『Shunyo Awnko』にも出演している。2013年には父ムクル・シャルマーの短編小説を原作とした『Ek Thi Daayan』でイムラーン・ハーシュミー、カルキ・ケクラン、フマー・クレーシーと共演した。同作は批評家から好意的に評価されており、コーンコナーもフィルムフェア賞助演女優賞にノミネートされた。また、興行的にも一定の成功を収めている。また、母アパルナー・セーンが監督を務めた『Goynar Baksho』ではフィルムフェア賞 ベンガル語映画部門主演女優賞を受賞した。
2015年に出演した『Kadambari』ではカダンバリ・デーヴィを演じ、『Gour Hari Dastaan』ではオリッサ州で活動した独立運動家グル・ハリ・ダースの妻ラクシュミー・ダースを演じている。また、メーグナー・グルザールの『有罪/Guilty』では、題材となった2008年ノイダ二重殺人事件におけるヌプル・タルワールに相当するキャラクターを演じている。『有罪/Guilty』は第40回トロント国際映画祭でプレミア上映され、批評家から絶賛されたほか、コーンコナーの演技も高い評価を受け、興行的にはスリーパー・ヒットを記録している。また、同年には短編映画『Nayantara's Necklace』にも出演している。2016年はA・R・ムルガダースの『アキラ』ではソーナークシー・シンハーと共演し、女性警官を演じた。批評家からの評価は混合的で、興行成績も芳しくなかった。
2017年に『A Death in the Gunj』で長編映画監督デビューし、ヴィクラント・マシー、カルキ・ケクランを起用している。同作は第41回トロント国際映画祭でプレミア上映され批評家から高い評価を得ており、コーンコナーはフィルムフェア賞 新人監督賞を受賞し、フィルムフェア賞 審査員選出作品賞にノミネートされた。このほかにもニューヨーク・インド映画祭やMAMI映画祭でも監督賞を受賞している。同年7月にはアランクリター・シュリーヴァースタヴァの『ブルカの中の口紅』に出演し、コーンコナーはニューヨーク・インド映画祭とインディアン・フィルム・フェスティバル・メルボルンで主演女優賞を受賞している。しかし、両作は批評的には高い評価を得たものの、興行的には平均を下回る結果に終わっている。
2020年に出演した『ドリーとキティ 〜輝け人生!〜』ではブーミー・ペードネーカルと共演し、社会が求める役割に苦悩する中産階級の女性を演じており、ペードネーカルと共にフィルムフェア賞 審査員選出女優賞にノミネートされた。2021年はシーマ・パーワの監督デビュー作『バブジを偲んで』に出演し、父親を喪った娘を演じた。同作は批評家から絶賛され、コーンコナーもフィルムフェア賞助演女優賞にノミネートされたものの、興行的には振るわなかった。Netflix配信のアンソロジー映画『ただならない物語』の「Geeli Pucchi」では同僚に想いを寄せる低級カーストの女性を演じ、フィルムフェアOTT賞のウェブ・オリジナル映画主演女優賞を受賞した。また、Amazon Prime Video配信の『ムンバイ・ダイアリーズ-11月26日-』では総合病院の社会福祉部長を演じた。同作はニキル・アドヴァーニーが監督を務め、国立病院の救急治療室を舞台に、ムンバイ同時多発テロに直面した医療スタッフの姿を描いている。2023年は『Kuttey』で女性警官を演じたが批評家から映画は酷評され、興行的にも失敗に終わった。『慕情のアンソロジー2』では「The Mirror」の監督を務め、ティロタマ・ショームとアムルータ・スバーシュを起用した同作では女性の欲望と窃視症をテーマに描いている。同作は批評家から高い評価を受け、フィルムフェアOTT賞審査員選出ウェブ・オリジナル作品賞を受賞した。

## 私生活
2007年からランヴィール・ショウリーと交際を始め、2010年9月3日に結婚式を挙げた。2011年3月15日に南ムンバイの病院で息子ハルーンを出産したが、2015年9月にランヴィール・ショウリーとの別居を発表し、親権は二人で共有することが明かされた。2020年8月13日に離婚が成立した。

## フィルモグラフィー

### 映画

#### 出演
| 年   | 作品                         | 役名                            | 言語                      | 備考                   |
| ---- | ---------------------------- | ------------------------------- | ------------------------- | ---------------------- |
| 1983 | Indira                       |                                 | ベンガル語                | 子役出演               |
| 1994 | Amodini                      | 15歳の継母                      | ベンガル語                |                        |
| 2001 | Ek Je Aachhe Kanya           | リア                            | ベンガル語                |                        |
| 2002 | Titli                        | ティトリ                        | ベンガル語                |                        |
| 2002 | ミスター&ミセス・アイヤル    | ミーナークシー・アイヤル        | 英語                      |                        |
| 2004 | Chai Pani Etc.               | シャンティ/ラーダー・ジョーシー | 英語                      |                        |
| 2005 | Amu                          | カージョーリ・ロイ（アムー）    | 英語                      |                        |
| 2005 | Page 3                       | マーダヴィ・シャルマ            | ヒンディー語              |                        |
| 2005 | 15 Park Avenue               | ミティ                          | 英語                      |                        |
| 2006 | Dosar                        | カーベリ・チャテルジー          | ベンガル語                |                        |
| 2006 | Mixed Doubles                | マルティ                        | ヒンディー語              |                        |
| 2006 | Yun Hota Toh Kya Hota        | ティロティマ                    | ヒンディー語              |                        |
| 2006 | Omkara                       | インドゥ                        | ヒンディー語              |                        |
| 2006 | Deadline: Sirf 24 Ghante     | サンジャナ                      | ヒンディー語              |                        |
| 2007 | Traffic Signal               | ヌーリ                          | ヒンディー語              |                        |
| 2007 | Meridian                     | プラミラ                        | ヒンディー語              |                        |
| 2007 | Life in a... Metro           | シュルティ・ゴーシュ            | ヒンディー語              |                        |
| 2007 | Laaga Chunari Mein Daag      | シューバヴァリ                  | ヒンディー語              |                        |
| 2007 | Aaja Nachle                  | アノーキ・アノーキラール        | ヒンディー語              |                        |
| 2008 | Fashion                      | 本人役                          | ヒンディー語              | 特別出演               |
| 2008 | Dil Kabaddi                  | シミ                            | ヒンディー語              |                        |
| 2008 | 8                            | ジーナーブ                      | 英語                      | 「How Can It Be?」出演 |
| 2009 | The President Is Coming      | マヤ・ロイ                      | 英語                      |                        |
| 2009 | チャンスをつかめ!            | ソーナー・ミシュラ              | ヒンディー語              |                        |
| 2009 | Wake Up Sid                  | アーイシャー・バナルジー        | ヒンディー語              |                        |
| 2010 | Atithi Tum Kab Jaoge         | ムンムン                        | ヒンディー語              |                        |
| 2010 | Right Yaa Wrong              | ラーディカー・パトナーイク      | ヒンディー語              |                        |
| 2010 | Mirch                        | ラヴニ/アニタ                   | ヒンディー語              |                        |
| 2011 | 7 Khoon Maaf                 | ナンディニ                      | ヒンディー語              | カメオ出演             |
| 2011 | Iti Mrinalini                | ムリナリニ・ミトラ（ミリー）    | ベンガル語                |                        |
| 2013 | Shunyo Awnko                 | ラーカー・ビジュワース          | ベンガル語                |                        |
| 2013 | Goynar Baksho                | ショームラータ                  | ベンガル語                |                        |
| 2013 | Ek Thi Daayan                | ダイアナ                        | ヒンディー語              |                        |
| 2013 | Blind Night                  | ニム                            | ヒンディー語              |                        |
| 2013 | Sunglass                     | チトラ                          | ヒンディー語 / ベンガル語 |                        |
| 2013 | Shesher Kabita               | ラバニヤ                        | ベンガル語                |                        |
| 2015 | Shajarur Kanta               | ディーパ                        | ベンガル語                |                        |
| 2015 | Kadambari                    | カダンバーリー・デーヴィ        | ベンガル語                |                        |
| 2015 | Gour Hari Dastaan            | ラクシュミー・ダース            | ヒンディー語              |                        |
| 2015 | 有罪/Guilty                  | ヌタン・タンダン                | ヒンディー語              |                        |
| 2015 | Saari Raat                   | 妻                              | ヒンディー語              |                        |
| 2015 | Nayantara's Necklace         | ナヤンターラ                    | ヒンディー語              |                        |
| 2016 | アキラ                       | ラビヤ                          | ヒンディー語              |                        |
| 2017 | ブルカの中の口紅             | シリーン・アスラム              | ヒンディー語              |                        |
| 2018 | Bird of Dusk                 | 本人役                          | 英語 / ベンガル語         |                        |
| 2019 | A Monsoon Date               |                                 | ヒンディー語              | 短編映画               |
| 2020 | Cargo                        | マンダキニ                      | ヒンディー語              | カメオ出演             |
| 2020 | ドリーとキティ 〜輝け人生!〜 | ドリー                          | ヒンディー語              | [ 65 ]                 |
| 2021 | バブジを偲んで               | シーマー                        | ヒンディー語              |                        |
| 2021 | ただならない物語             | バールティ・マンダール          | ヒンディー語              |                        |
| 2023 | Kuttey                       | ラクシュミー・シャルマ          | ヒンディー語              | [ 66 ]                 |

#### 監督
| 年   | 作品                | 監督 | 脚本 | 言語                         | 備考               |
| ---- | ------------------- | ---- | ---- | ---------------------------- | ------------------ |
| 2006 | Naamkoron           | Yes  | Yes  | ベンガル語                   | 短編映画           |
| 2017 | A Death in the Gunj | Yes  | Yes  | 英語 ヒンディー語 ベンガル語 |                    |
| 2023 | 慕情のアンソロジー2 | Yes  | Yes  | ヒンディー語                 | 「The Mirror」監督 |

### テレビ
| 年        | 作品                             | 役名           | 言語         | 備考                   |
| --------- | -------------------------------- | -------------- | ------------ | ---------------------- |
| 1989      | Picnic                           | 娘             | ベンガル語   | 子役出演               |
| 2005      | Karkat Rashi                     | 村娘           | ヒンディー語 | テレビ映画             |
| 2009      | 第54回フィルムフェア賞授賞式     | 共同司会者     | 英語         | [ 67 ]                 |
| 2013      | Ek Thhi Naayka                   | 本人役         | ヒンディー語 | ミニシリーズ           |
| 2018      | Side Hero                        | 本人役         | ヒンディー語 | 「Aaj Ki Party」に出演 |
| 2020–2023 | ムンバイ・ダイアリーズ-11月26日- | チトラ・ダース | ヒンディー語 | [ 54 ] [ 53 ]          |
| 2024      | Killer Soup                      |                | ヒンディー語 | [ 68 ]                 |

### ポッドキャスト/オーディオブック
| 年   | 作品                           | 作者                         | 役柄             | 言語 | 備考                                   |
| ---- | ------------------------------ | ---------------------------- | ---------------- | ---- | -------------------------------------- |
| 2019 | Twin Beds                      | アニータ・ナーイル           | ニーシャ         | 英語 | サティヤディープ・ミシュラと共演       |
| 2019 | The Rumour                     | アヌシュカ・ラヴィシャンカル | ナレーター       | 英語 |                                        |
| 2019 | The Last Bargain               | アミタ・アイヤル             | ナレーター       | 英語 |                                        |
| 2020 | A Swiss Mountain Adventure     |                              | ナレーター       | 英語 | Mindhouse App                          |
| 2020 | The Timeless Love of Lily Moon |                              | ナレーター       | 英語 | Mindhouse App                          |
| 2021 | Kadambari Devi's Suicide Note  | ランジャン・バンドパディヤイ | ナレーター       | 英語 | ベンガル語版の名前はジムリ・ムカルジー |
| 2022 | Barefoot Boys                  |                              | ポッドキャスター | 英語 | ポッドキャスト                         |

## ディスコグラフィー
| 年   | 曲名                               | アルバム      | レーベル               | 言語       | 備考                                                                                   |
| ---- | ---------------------------------- | ------------- | ---------------------- | ---------- | -------------------------------------------------------------------------------------- |
| 2013 | "Bangla Rap"                       | Goynar Baksho | SVF                    | ベンガル語 | パラン・バンドパディヤイ、ピジュシュ・ガングリー、モウシュミ・チャテルジーと共演       |
| 2015 | "The Broken Heart (Bhogno Hridoy)" | Kadambari     | タイムズ・ミュージック | ベンガル語 | サスキア・ラオ＝デ・ハース、サンディパン・ガングリー、パランブラタ・チャテルジーと共演 |
| 2015 | "Kadambori's Letter"               | Kadambari     | タイムズ・ミュージック | ベンガル語 |                                                                                        |

## 受賞歴

### 国内の賞
| 年                                             | 部門                                       | 作品名                           | 結果       | 出典          |
| 国家映画賞                                     | 国家映画賞                                 | 国家映画賞                       | 国家映画賞 | 国家映画賞    |
| ---------------------------------------------- | ------------------------------------------ | -------------------------------- | ---------- | ------------- |
| 2003年                                         | 主演女優賞                                 | 『ミスター&ミセス・アイヤル』    | 受賞       | [ 71 ]        |
| 2008年                                         | 助演女優賞                                 | 『Omkara』                       | 受賞       | [ 71 ]        |
| フィルムフェア賞                               |                                            |                                  |            |               |
| 2007年                                         | 助演女優賞                                 | 『Omkara』                       | 受賞       | [ 71 ]        |
| 2008年                                         | 助演女優賞                                 | 『Life in a... Metro』           | 受賞       | [ 71 ]        |
| 2008年                                         | 助演女優賞                                 | 『Laaga Chunari Mein Daag』      | ノミネート | [ 71 ]        |
| 2014年                                         | 助演女優賞                                 | 『Ek Thi Daayan』                | ノミネート |               |
| 2018年                                         | 審査員選出作品賞                           | 『A Death in the Gunj』          | ノミネート | [ 3 ] [ 72 ]  |
| 2018年                                         | 新人監督賞                                 | 『A Death in the Gunj』          | 受賞       | [ 3 ] [ 72 ]  |
| 2021年                                         | 審査員選出女優賞                           | 『ドリーとキティ 〜輝け人生!〜』 | ノミネート |               |
| 2022年                                         | 助演女優賞                                 | 『Ramprasad Ki Tehrvi』          | ノミネート |               |
| フィルムフェア賞 ベンガル語映画部門            |                                            |                                  |            |               |
| 2014年                                         | 主演女優賞                                 | 『Goynar Baksho』                | 受賞       | [ 43 ]        |
| フィルムフェアOTT賞                            |                                            |                                  |            |               |
| 2021年                                         | ウェブ・オリジナル映画部門主演女優賞       | 『ただならない物語』             | 受賞       | [ 73 ]        |
| 2023年                                         | ウェブ・オリジナル映画部門審査員選出作品賞 | 『慕情のアンソロジー2』          | 受賞       |               |
| 国際インド映画アカデミー賞                     |                                            |                                  |            |               |
| 2006年                                         | 主演女優賞                                 | 『Page 3』                       | ノミネート |               |
| 2007年                                         | 助演女優賞                                 | 『Omkara』                       | ノミネート |               |
| 2008年                                         | 助演女優賞                                 | 『Life in a... Metro』           | 受賞       | [ 71 ]        |
| 2016年                                         | 助演女優賞                                 | 『有罪/Guilty』                  | ノミネート | [ 74 ]        |
| 2018年                                         | 新人監督賞                                 | 『A Death in the Gunj』          | 受賞       | [ 71 ]        |
| ジー・シネ・アワード                           |                                            |                                  |            |               |
| 2006年                                         | 主演女優賞                                 | 『Page 3』                       | ノミネート | [ 75 ] [ 76 ] |
| 2006年                                         | 新人女優賞                                 | 『Page 3』                       | 受賞       | [ 75 ] [ 76 ] |
| 2007年                                         | 助演女優賞                                 | 『Omkara』                       | 受賞       |               |
| 2008年                                         | 助演女優賞                                 | 『Life in a... Metro』           | ノミネート |               |
| 2016年                                         | 助演女優賞                                 | 『有罪/Guilty』                  | ノミネート | [ 77 ]        |
| 2017年                                         | 助演女優賞                                 | 『アキラ』                       | ノミネート | [ 78 ]        |
| 2018年                                         | 助演女優賞                                 | 『ブルカの中の口紅』             | ノミネート | [ 79 ]        |
| スター・スクリーン・アワード                   |                                            |                                  |            |               |
| 2006年                                         | 主演女優賞                                 | 『Page 3』                       | ノミネート |               |
| 2007年                                         | 助演女優賞                                 | 『Omkara』                       | ノミネート |               |
| 2008年                                         | 助演女優賞                                 | 『Life in a... Metro』           | ノミネート |               |
| 2014年                                         | 悪役賞                                     | 『Ek Thi Daayan』                | ノミネート |               |
| 2017年                                         | 批評家選出主演女優賞                       | 『ブルカの中の口紅』             | 受賞       | [ 80 ]        |
| 製作者組合映画賞                               |                                            |                                  |            |               |
| 2006年                                         | 助演女優賞                                 | 『Page 3』                       | ノミネート | [ 81 ]        |
| 2008年                                         | 助演女優賞                                 | 『Life in a... Metro』           | 受賞       |               |
| 2016年                                         | 助演女優賞                                 | 『有罪/Guilty』                  | ノミネート |               |
| 2010年                                         | 主演女優賞                                 | 『Wake Up Sid』                  | ノミネート |               |
| ベンガル映画ジャーナリスト協会賞               |                                            |                                  |            |               |
| 2002年                                         | 主演女優賞                                 | 『Ek Je Aachhe Kanya』           | 受賞       |               |
| 2007年                                         | アウトスタンディング・ワーク賞             | 『15 Park Avenue』               | 受賞       |               |
| ゴーラプディ・シュリーニヴァス賞               |                                            |                                  |            |               |
| 2018年                                         | 新人監督賞                                 | 『A Death in the Gunj』          | 受賞       | [ 82 ]        |
| アナンダローク賞                               |                                            |                                  |            |               |
| 2003年                                         | ヒンディー語映画部門主演女優賞             | 『ミスター&ミセス・アイヤル』    | 受賞       |               |
| ビッグ・スター・エンターテインメント・アワード |                                            |                                  |            |               |
| 2016年                                         | スリラー映画部門女優賞                     | 『有罪/Guilty』                  | ノミネート |               |
| MAMI映画祭                                     |                                            |                                  |            |               |
| 2018年                                         | インド人女性フィルムメーカー賞             | 『A Death in the Gunj』          | 受賞       |               |

### 海外の賞
| 年                                                 | 部門                                           | 作品名                                         | 結果                                           | 出典                                           |
| アジアン・アカデミー・クリエイティブ・アワード     | アジアン・アカデミー・クリエイティブ・アワード | アジアン・アカデミー・クリエイティブ・アワード | アジアン・アカデミー・クリエイティブ・アワード | アジアン・アカデミー・クリエイティブ・アワード |
| -------------------------------------------------- | ---------------------------------------------- | ---------------------------------------------- | ---------------------------------------------- | ---------------------------------------------- |
| 2021年                                             | 主演女優賞                                     | 『ただならない物語』                           | 受賞                                           | [ 83 ]                                         |
| インディアン・フィルム・フェスティバル・メルボルン |                                                |                                                |                                                |                                                |
| 2018年                                             | 監督賞                                         | 『A Death in the Gunj』                        | ノミネート                                     |                                                |
| 2018年                                             | 女優賞                                         | 『ブルカの中の口紅』                           | 受賞                                           |                                                |
| ニューヨーク・インド映画祭                         |                                                |                                                |                                                |                                                |
| 2007年                                             | 女優賞                                         | 『Dosar』                                      | 受賞                                           |                                                |
| 2011年                                             | 女優賞                                         | 『Iti Mrinalini』                              | 受賞                                           |                                                |
| 2018年                                             | 監督賞                                         | 『A Death in the Gunj』                        | 受賞                                           |                                                |
| 2018年                                             | 長編映画賞                                     | 『ブルカの中の口紅』                           | ノミネート                                     |                                                |
| 2018年                                             | 女優賞                                         | 『ブルカの中の口紅』                           | 受賞                                           |                                                |